# Тертерський район
Тертерський район (азерб. Tərtər rayonu) — район у Азербайджані. Складається з колишнього Тертерського району та частини Нагірно-Карабахської автономної області. З часів Першої Карабаської війни до 2023 року більшість території перебувала під контролем невизнаної Нагірно-Карабської республіки.
ВПО з Нагірного Карабаху та прилеглих окупованих регіонів були перевезені в район із наметових поселень. ВПО живуть у нових будинках, побудованих урядом.